# بيت عاصم (نهم)

تعديل مصدري - تعديل

بيت عاصم هي إحدى قرى عزلة الحنشات بمديرية نهم التابعة لمحافظة صنعاء، بلغ تعداد سكانها 257 نسمة حسب تعداد اليمن لعام 2004.